# Аспартам
Аспартам (англ. aspartame; L-Аспартил-L-фенилаланин) — искусственный подсластитель, используемый в качестве заменителя сахара, а также как пищевая добавка E951. Аспартам имеет ту же калорийность, что и сахар, при этом имеет сладость в 200 раз больше привычной сахарозы. Он был синтезирован в 1965 году, его срок патента закончился в 1987 году в Европе и в 1992 году в США.
Аспартам является одним из наиболее тщательно проверенных пищевых ингредиентов. Обзоры исследований, проведённые более чем 100 государственными регулирующими органами, показали, что ингредиент безопасен для здоровья человека при соблюдении адекватных норм потребления. 

## История
Аспартам был открыт в 1965 году Джеймсом М. Шлаттером, химиком, работавшим в GD Searle & Company, дочерней компании Pfizer. Шлаттер синтезировал аспартам в качестве промежуточного этапа в создании тетрапептида — гормона гастрина для использования в качестве кандидата на противоязвенное лекарство. Он обнаружил его сладкий вкус, когда лизнул палец, на который попал аспартам.
В 1975 году Управление по санитарному надзору за качеством пищевых продуктов и медикаментов (FDA) рассмотрело 11 исследований, представленных производителем аспартама для его одобрения в качестве пищевой добавки. Команда FDA сообщила о «серьёзных недостатках в предоставленных работах». FDA стремилось подтвердить подлинность представленных исследований по подтверждающим данным. В 1979 году Центр безопасности пищевых продуктов и прикладного питания пришёл к выводу, что, поскольку многие проблемы с исследованиями аспартама были незначительными и не влияли на общие выводы, их можно было использовать для оценки безопасности аспартама.
В 1980 году FDA созвало Общественный совет по расследованию, состоящий из независимых консультантов, которым было поручено изучить предполагаемую связь между аспартамом и раком мозга. Совет пришёл к выводу, что аспартам не вызывает повреждения головного мозга, но рекомендовал не одобрять аспартам как пищевую добавку, сославшись на оставшиеся без ответа вопросы о раке у лабораторных крыс.
В 1983 году FDA одобрило использование аспартама в газированных напитках, а в 1993 году — в других напитках, выпечке и кондитерских изделиях. В 1996 году FDA сняло все ограничения с аспартама, разрешив использовать его во всех продуктах питания.
Несколько стран Европейского союза одобрили аспартам в 1980-х годах, а в 1994 году он был одобрен во всём Европейском союзе. Европейское агентство по безопасности продуктов питания (EFSA) рассмотрело последующие исследования безопасности и впоследствии в 2002 году одобрило аспартам как безопасный пищевой ингредиент. В 2006 году EFSA вновь рассмотрело ряд исследований аспартама, в очередной раз объявив его безопасной пищевой добавкой. Аналогичный вывод вновь был сделан при рассмотрении всех имеющихся исследований EFSA в 2013 году.
В 2023 году издание Reuters со ссылкой на анонимные источники, близкие к Международному агентству по изучению рака (МАИР), сообщило, что в июле аспартам будет внесён в список «возможных канцерогенов». Это означает, что у МАИР имеются некоторые доказательства связи аспартама с раком, но они достаточно ограничены. Новость о возможном признании аспартама «вероятно канцерогенным для человека» вызвало общественный резонанс и критику со стороны нескольких научных организаций, обвинивших МАИР в ложной тревоге с общественной точки зрения. В окончательном отчёте, представленном Всемирной организацией здравоохранения 14 июля 2023 года, был сделан вывод, что аспартам по-прежнему считается безопасным ингредиентом в рамках допустимой дневной дозы, а полученные МАИР данные ограничены и не являются причинно-следственными.

## Химия

### Свойства
Аспартам представляет собой метиловый эфир природных аминокислот: L-аспарагиновой кислоты и L-фенилаланина. В сильнокислых или щёлочных условиях аспартам может образовывать метанол путём гидролиза. В более жёстких условиях пептидные связи также гидролизуются, в результате чего образуются свободные аминокислоты.
Аспартам примерно в 180—200 раз слаще сахарозы (столового сахара), не имеет запаха, хорошо растворим в воде. Несмотря на то, что этот подсластитель, как углеводы и белки, имеет калорийность 4 ккал/г, для создания сладкого вкуса необходимо настолько малое количество аспартама, что его калорийность можно приравнять к нулю. Вкус аспартама и других искусственных подсластителей отличается от вкуса столового сахара длительностью сладости и временем до ощущения сладкого вкуса, хотя аспартам ближе всего подходит по вкусовым характеристикам к сахару среди прочих одобренных искусственных подсластителей (после сукралозы). Аспартам часто смешивают с другими искусственными подсластителями, такими как ацесульфам калия для получения общего вкуса, более похожего на вкус сахара.
Как и многие другие пептиды, аспартам может гидролизоваться (расщепляться) на составляющие его аминокислоты в условиях повышенной температуры или высокого pH. Этот процесс делает аспартам нежелательным в качестве подсластителя для выпечки и склонным к разложению продуктам с высоким pH. Стабильность аспартама при нагревании можно в некоторой степени улучшить, добавив его в жиры или мальтодекстрин. Стабильность при растворении в воде заметно зависит от рН. При комнатной температуре аспартам наиболее стабилен при рН 4,3, где его период полураспада составляет почти 300 дней. Однако при рН 7 его период полураспада составляет всего несколько дней. Большинство безалкогольных напитков имеют рН от 3 до 5, где аспартам достаточно стабилен и не разлагается, тем самым теряя сладость. В продуктах, которые могут потребовать более длительного срока хранения, таких как сиропы для газированных напитков, аспартам иногда смешивают с более стабильным подсластителем, таким как сахарин.
Описательный метод растворов, содержащих аспартам, сообщает о сладком послевкусии, а также о горьком и неприятном послевкусии. В таких продуктах, как порошкообразные напитки, амин в аспартаме может вступать в реакцию Майяра с альдегидными группами, присутствующими в некоторых ароматических соединениях. Последующую потерю как вкуса, так и сладости можно предотвратить, защищая альдегид в виде ацеталя.

### Синтез
Хотя известные аспекты синтеза аспартама защищены патентами, многие детали синтеза являются собственностью. В настоящее время используются два подхода к синтезу аспартама в коммерческих целях. В химическом синтезе две карбоксильные группы аспарагиновой кислоты соединяются в ангидрид, а аминогруппа представляет собой защищённую формильную группу. Фенилаланин превращается в его метиловый эфир и соединяется с ангидридом N-формиласпарагиновой кислоты; затем защищённая группа удаляется кислотным гидролизом. Недостатком этого метода является тот факт, что может образоваться β-форма, горькая на вкус, когда неправильная карбоксильная группа из ангидрида аспарагиновой кислоты связывается с фенилаланином, при этом желаемый и нежелательный изомер образуется в соотношении 4:1.
Другой подход использует фермент из Bacillus thermoproteolyticus для катализа конденсации химически изменённых аминокислот, который будет давать высокие выходы без побочного продукта β-формы, тем самым получая идеальный вкус аспартама. Этот метод раннее не использовался в коммерческих целях, поскольку давал низкие выходы. Методы прямого получения аспартилфенилаланина ферментативными средствами с последующим химическим метилированием также были опробованы, но в настоящее время не используются в промышленном производстве.

## Механизм действия
Воспринимаемая людьми сладость аспартама (и других сладких веществ, таких как ацесульфам калия) у людей обусловлена его связыванием с рецепторами TAS1R2 и TAS1R3, связанными с гетеродимерным G-белком. Аспартам не распознаётся грызунами из-за различий во вкусовых рецепторах.

### Метаболиты
Аспартам быстро гидролизуется в тонком кишечнике. Даже при приёме внутрь очень высоких доз аспартама (более 200 мг/кг), аспартам не обнаруживается в крови из-за быстрого периода полураспада. При приёме внутрь аспартам распадается на остаточные компоненты, включая аспарагиновую кислоту, фенилаланин, метанол и другие продукты распада, включая формальдегид  и муравьиную кислоту. Исследования на людях показывают, что муравьиная кислота выводится из организма быстрее, чем образуется после приёма внутрь аспартама. В некоторых фруктовых соках можно обнаружить более высокие концентрации метанола, чем количество, производимое из аспартама в газированных напитках.
Основными продуктами разложения аспартама являются его циклический дипептид (в форме 2,5-дикетопиперазина), неэтерифицированный дипептид (аспартилфенилаланин) и его составляющие компоненты: фенилаланин, аспарагиновая кислота и метанол. При 180 °C аспартам разлагается с образованием производного 2,5-дикетопиперазина.

#### Аспарагиновая кислота
Аспарагиновая кислота (аспартат) является одной из наиболее распространённых аминокислот в обычном рационе. Как и в случае с метанолом и фенилаланином, потребление аспарагиновой кислоты из аспартама значительно меньше, чем можно было бы ожидать из других пищевых источников. При 90-м процентиле потребления аспартам обеспечивает только от 1 % до 2 % суточного потребления аспарагиновой кислоты. Ранее были высказаны предположения, что аспартам в сочетании с другими аминокислотами, такими как глутамат, может привести к эксайтотоксичности, нанося ущерб мозгу и нервным клеткам. Тем не менее, клинические исследования не выявили признаков нейротоксического действия, а исследования метаболизма предполагают, что невозможно получить достаточное количество аспарагиновой кислоты и глутамата с пищей и напитками до уровней, которые, как ожидается, будут токсичными.

#### Метанол
В результате метаболизма 10 % (по массе) аспартама превращается в метанол, который в результате метаболизма аспартама всасывается и быстро превращается в формальдегид, а затем полностью окисляется до муравьиной кислоты. Метанол из аспартама вряд ли представляет угрозу здоровью по нескольким причинам. Во-первых, фруктовые соки и цитрусовые содержат метанол, заложенный природой в значительно больших количествах; во-вторых, существуют другие пищевые источники метанола, такие как ферментированные напитки, и количество метанола, получаемого из продуктов и напитков, подслащённых аспартамом, значительно меньше, чем из натуральных продуктов и напитков.
Например, в результате употребления 1 литра напитка, подслащённого аспартамом (выход 56—60 мг метанола на литр) в организм поступает меньше метанола, чем при употреблении натурального сока (до 160 мг на литр). Содержание метанола в соках меняется в зависимости от многих факторов, разные исследования показывали содержание в 1—43 мг/л, 10—80 мг/л, 12—640 мг/л; средним принято считать содержание в 140 мг/л.
Помимо прямого получения с пищей, преимущественно из свежих овощей, фруктов и соков, метанол также образуется в организме человека в результате метаболизма (в частности — из пектина фруктов), например, из литра томатного сока метаболизируется 142 мг эндогенного метанола (в дополнение к 159 мг, содержащимся в этом соке изначально). В среднем в день в организме человека образуется 0,4—1,4 г эндогенного метанола.
Приём аспартама в дозах до 34 мг на килограмм веса тела (разово) или 70 мг/кг (в 8 приёмах) не приводил к появлению метанола в крови в обнаруживаемых концентрациях.

## Применение
Под торговыми названиями Свитли, Сластилин, Нутрисвит и Шугафри аспартам входит в состав примерно 6000 потребительских продуктов питания и напитков, продаваемых по всему миру, включая (но не ограничиваясь ими): безалкогольные напитки, быстрорастворимые сухие завтраки, леденцы, хлопья, жевательные резинки без сахара, смеси какао, замороженные десерты, соки, слабительные средства, поливитаминные препараты, молочные напитки, фармацевтические препараты и пищевые добавки, коктейльные смеси, чаи, растворимый кофе, кондитерские крошки, охладители для вина и йогурты. В некоторых странах его подают в качестве приправы к столу. Аспартам менее пригоден для выпечки, чем другие подсластители, потому что он разрушается при нагревании и теряет большую часть своей сладости. Помимо этого, аспартам выпускается в виде таблеток (1 таблетка по сладости соответствует 3,2 г сахара) и используется при сахарном диабете, ожирении и других заболеваниях, требующих ограничения или исключения употребления сахара.

## Безопасность
Безопасность аспартама изучалась с момента его открытия, и это один из наиболее тщательно изученных пищевых ингредиентов. Большое количество токсикологических и клинических исследований аспартама подтверждают его безвредность, если дневная доза не превышает 40 мг на килограмм массы тела. Аспартам признан безопасным подсластителем и пищевой добавкой для человеческого здоровья более чем 100 регулирующими органами в своих странах, включая Управление по санитарному надзору за качеством пищевых продуктов и медикаментов (FDA), Европейское агентство по безопасности продуктов питания (EFSA) и Министерство здравоохранения Канады.

Учитывая результаты большого количества исследований по безопасности аспартама, в том числе пяти ранее проведённых негативных продолжительных исследований канцерогенности, недавно опубликованного крупного исследования эпидемиологии с отрицательной взаимосвязью между использованием аспартама и возникновением опухолей, отрицательные результаты серии из трёх исследований на трансгенных мышах, FDA не находит оснований изменить своё предыдущее заключение, что аспартам безопасен в качестве подсластителя пищи общего назначения.
Оригинальный текст (англ.)Considering results from the large number of studies on aspartame's safety, including five previously conducted negative chronic carcinogenicity studies, a recently reported large epidemiology study with negative associations between the use of aspartame and the occurrence of tumors, and negative findings from a series of three transgenic mouse assays, FDA finds no reason to alter its previous conclusion that aspartame is safe as a general purpose sweetener in food.
— FDA Statement on European Aspartame Study. CFSAN/Office of Food Additive Safety. April 20, 2007

### Допустимая дневная доза
Поскольку аспартам является пищевой добавкой, перед одобрением на его использование была установлена допустимая дневная доза (ДДД), которая определяется как «количество пищевой добавки, выраженное в пересчёте на массу тела, которое можно употреблять ежедневно в течение жизни без какого-либо риска для здоровья». Объединённый экспертный комитет ФАО/ВОЗ по пищевым добавкам (JECFA) и Европейское агентство по безопасности продуктов питания (EFSA) на основании проведённых исследований определили, что уровень, не вызывающий видимых отрицательных эффектов (УНВОЭ) аспартама составляет 400 мг/кг массы тела, в то время как Управление по санитарному надзору за качеством пищевых продуктов и медикаментов (FDA) определило УНВОЭ 500 мг/кг соответственно. Поскольку ДДД  — это показатель со стократным запасом по безопасности, ДДД аспартама составляет 40 мг/кг (по данным JECFA и EFSA) и 50 мг/кг (по данным FDA) массы тела соответственно.
В обзорах были проанализированы исследования, в которых изучалось потребление аспартама в странах по всему миру, включая Соединённые Штаты, страны Европы и Австралию, среди прочих. Эти обзоры показали, что даже высокие уровни потребления аспартама, изученные во многих странах и различными методами измерения потребления аспартама, значительно ниже уровня ДДД. В обзорах также было обнаружено, что группы населения, которые, как считается, являются особенно высокими потребителями аспартама, такие как дети и диабетики, находятся ниже ДДД для безопасного потребления, даже с учётом расчётов потребления по наихудшему сценарию.
В отчёте, опубликованном 10 декабря 2013 года, EFSA сообщило, что после тщательного изучения доказательств оно исключило «потенциальный риск того, что аспартам может повредить гены и вызвать рак» и сочло количество, содержащееся в диетических газированных напитках, безопасным для употребления. В 2023 году, в ходе очередного пересмотра безопасных норм потребления аспартама, эксперты JECFA пришли к выводу, что аспартам по-прежнему считается безопасной пищевой добавкой и подсластителем в рамках установленных доз потребления.

#### Метаболизм
Проведённый в 2017 году обзор метаболических эффектов при употреблении аспартама показал, что он не влияет на уровень глюкозы в крови, инсулин, общий холестерин, триглицериды, потребление калорий или массу тела. При этом уровни липопротеинов высокой плотности были выше по сравнению с теми, кто не употреблял аспартам, но при этом ниже среди тех, кто употреблял сахарозу. Другие исследования показали, что использование аспартама (или других непитательных подсластителей) вместо сахара снижает потребление калорий и массу тела у взрослых и детей.
В 2023 году Всемирная организация здравоохранения рекомендовала отказаться от использования непитательных подсластителей, включая аспартам, для контроля массы тела или снижения риска неинфекционных заболеваний, заявив: «Рекомендация основана на результатах систематического обзора имеющихся фактических данных, которые свидетельствуют о том, что использование непитательных искусственных подсластителей не даёт каких-либо долгосрочных преимуществ в снижении жировых отложений у взрослых или детей. Результаты обзора также предполагают, что при длительном применении непитательных подсластителей, могут возникнуть потенциальные нежелательные эффекты, такие как повышенный риск развития диабета 2 типа, сердечно-сосудистых заболеваний и смертности у взрослых. Однако существенного эффекта выявлено не было».

Рекомендация основана на доказательствах низкой достоверности в целом, полученных в результате систематического обзора, в котором оценивалось влияние на здоровье более высокого и низкого потребления несахаридных подсластителей. Систематический обзор не обнаружил доказательств долгосрочного улучшения показателей ожирения у взрослых и детей, а также потенциальных нежелательных эффектов от длительного применения в виде повышенного риска диабета 2 типа, сердечно-сосудистых заболеваний и смертности у взрослых. Ограниченные данные свидетельствуют о потенциальных нежелательных эффектах в виде повышенного риска преждевременных родов при использовании несахаридных подсластителей во время беременности.
…
Более высокий уровень потребления несахаридных подсластителей был связан с повышенным риском развития диабета 2 типа, сердечно-сосудистых заболеваний и смертности от сердечно-сосудистых заболеваний, а также смертности от всех причин в долгосрочных проспективных наблюдательных исследованиях со средним периодом наблюдения 13 лет (доказательства от очень низкого до низкого), но не связано с различиями в общей заболеваемости или смертности от рака (доказательства очень низкой достоверности).
Оригинальный текст (англ.)The recommendation is based on evidence of low certainty overall, from a systematic review that assessed the health effects of higher compared with lower intake of NSS. The systematic review found no evidence of long-term benefit on measures of body fatness in adults or children, and potential undesirable effects from long-term use in the form of increased risk of type  2 diabetes, CVDs and mortality in adults. Limited evidence suggests potential undesirable effects in the form of increased risk of preterm birth with NSS use during pregnancy. … Higher intakes of NSS were associated with increased risk of type 2 diabetes, CVDs and CVD mortality, and all-cause mortality in long-term prospective observational studies with average follow-up of 13  years (very low to low certainty evidence), but were not associated with differences in overall cancer incidence or mortality (very low certainty evidence). 

#### Фенилаланин
Большое количество встречающейся в природе незаменимой аминокислоты фенилаланина представляет опасность для здоровья тех, кто родился с фенилкетонурией — редким наследственным заболеванием, препятствующим правильному метаболизму фенилаланина. Поскольку аспартам содержит небольшое количество фенилаланина, во многих странах, включая Россию продукты, содержащие аспартам, должны иметь пометку: «Содержит источник фенилаланина. Противопоказано больным фенилкетонурией» на этикетке.
Фенилаланин является одной из незаменимых аминокислот и необходим для нормального роста и поддержания жизни человека. Опасения по поводу безопасности фенилаланина из аспартама для людей без фенилкетонурии в основном связаны с гипотетическими изменениями уровней нейротрансмиттеров, а также соотношений нейротрансмиттеров друг к другу в крови и мозге, которые могут привести к неврологическим симптомам. Многочисленные обзоры научной литературы не обнаружили последовательных выводов, подтверждающих такие опасения, и хотя потребление высоких доз аспартама может иметь некоторые биохимические эффекты, эти эффекты не наблюдаются в исследованиях токсичности, что позволяет предположить, что аспартам может неблагоприятно влиять на функцию нейронов. Как и в случае с метанолом и аспарагиновой кислотой, натуральные продукты в типичном рационе, такие как молоко, мясо и фрукты, приводят к приёму внутрь значительно большего количества фенилаланина, чем можно было бы ожидать от потребления аспартама.

#### Рак
Многочисленные обзоры не обнаружили никакой связи между аспартамом и раком. Эта позиция поддерживается многочисленными регулирующими органами, такими как FDA и EFSA, а также научными организациями, такими как Национальный институт онкологии США. EFSA, FDA и Национальный институт онкологии США утверждают, что аспартам безопасен для потребления человеком в рамках допустимых суточных норм потребления.
В июле 2023 года учёные Международного агентства по изучению рака и Всемирной организации здравоохранения пришли к выводу, что существуют «ограниченные доказательства» того, что аспартам вызывает рак у людей, и классифицировали подсластитель как «возможный канцероген». Ведущий исследователь отчёта МАИР заявил, что классификацию «на самом деле не следует воспринимать как прямое утверждение, указывающее на риск развития рака при употреблении аспартама». Объединённый экспертный комитет ФАО/ВОЗ по пищевым добавкам пояснил, что ограниченная оценка риска развития рака не является причиной для изменения рекомендуемого уровня суточного потребления в 40 мг на кг массы тела в день, подтверждая безвредность потребления аспартама в этих дозах.
FDA отреагировало на отчёт МАИР, заявив:

То, что МАИР называет аспартам «возможно канцерогенным для человека», не означает, что аспартам действительно связан с раком. FDA не согласно с выводом МАИР о том, что эти исследования подтверждают классификацию аспартама как возможного канцерогена для человека. Учёные FDA проанализировали научную информацию, включённую в обзор МАИР в 2021 году, когда он был впервые опубликован, и выявили существенные недостатки в исследованиях, на которые опиралось МАИР.Оригинальный текст (англ.)Aspartame being labeled by IARC as "possibly carcinogenic to humans" does not mean that aspartame is actually linked to cancer. The FDA disagrees with IARC's conclusion that these studies support classifying aspartame as a possible carcinogen to humans. FDA scientists reviewed the scientific information included in IARC's review in 2021 when it was first made available and identified significant shortcomings in the studies on which IARC relied
— Aspartame and Other Sweeteners in Food. July 14, 2023

#### Нейротоксичность
В 2015 году были опубликованы результаты двойного слепого рандомизированного плацебо-контролируемого рандомизированного исследования, проведённого в Великобритании. 48 человек, которые, с их слов, обладают чувствительностью к аспартаму, были подвергнуты сравнению с 48 людьми соответствующего возраста и пола, не чувствительными к аспартаму. В течение семи дней часть из них принимали в пищу закуску, содержащую 100 мг аспартама, другие — закуску без аспартама. Подопытные не были проинформированы о том, получают они плацебо или аспартам. Испытуемые оценивались по 14 симптомам, проводились биохимические и метаболические измерения. Не удалось обнаружить никаких психологических или метаболических признаков острой неблагоприятной реакции на аспартам.
Обзоры литературы не нашли доказательств того, что адекватные дозы аспартама могут привести к нейротоксическим эффектам. Обзор исследований, проведённых на детях, не выявил каких-либо существенных результатов по соображениям безопасности в отношении нейропсихиатрических состояний, таких как приступы паники, циклотимии, галлюцинаций, СДВГ или судорог при употреблении аспартама.

#### Головная боль
Головная боль является наиболее распространённым симптомом, о котором сообщают потребители. В то время как в одном небольшом обзоре отмечается, что аспартам, вероятно, является одним из многих триггеров мигрени, в список, который включает «сыр, шоколад, цитрусовые, хот-доги, глутамат натрия, аспартам, жирная пища, мороженое, отказ от кофеина и алкогольные напитки, особенно красное вино и пиво», в других обзорах отмечены противоречивые исследования о головных болях, а в большинстве исследованиях отсутствуют какие-либо доказательства и ссылки, подтверждающие это утверждение.

## Коммерческое использование
Аспартам производится в различных регионах: Китае, ЕС, Японии, Корее, США. Объёмы мирового производства на 2003 год — 13,2 тыс. тонн, порядка 528 млн евро. Большая часть спроса — США.

### NutraSweet
В 1985 году компания Monsanto купила G.D. Searle, и производство аспартама стало отдельной дочерней компанией Monsanto, NutraSweet Company. В марте 2000 года Monsanto продала его J.W. Childs Equity Partners II L.P. Европейские патенты на использование аспартама истекли в 1987 году, а срок действия патента США истёк в 1992 году. С тех пор компания конкурировала за долю рынка с другими производителями, включая Ajinomoto, Merisant и Holland Sweetener Company.

### Ajinomoto
Многие аспекты промышленного синтеза аспартама были созданы Ajinomoto. В 2004 году рынок аспартама, на котором располагался Ajinomoto, имел 40-процентную долю и составлял 14 000 метрических тонн в год, а потребление продукта росло на 2 % в год. Ajinomoto приобрела свой бизнес по производству аспартама в 2000 году у Monsanto за 67 миллионов долларов.
В 2008 году Ajinomoto подала в суд на британскую сеть супермаркетов Asda, входящую в состав Walmart за злонамеренное предоставление ложных сведений в отношении её продукта аспартама, когда это вещество было указано как исключенное из продуктовой линейки сети вместе с другими «гадостями». В июле 2009 г. британский суд вынес решение в пользу Asda. В июне 2010 года апелляционный суд отменил это решение, позволив Ajinomoto возбудить дело против Asda для защиты репутации аспартама. Asda заявила, что продолжит использовать термин «без гадостей» в продуктах под собственной маркой, но иск был урегулирован в 2011 году, когда Asda решила удалить упоминания об аспартаме из своей упаковки.
В ноябре 2009 года Ajinomoto анонсировала новое название бренда для своего подсластителя на основе аспартама — AminoSweet.